# Periodo Tardío I

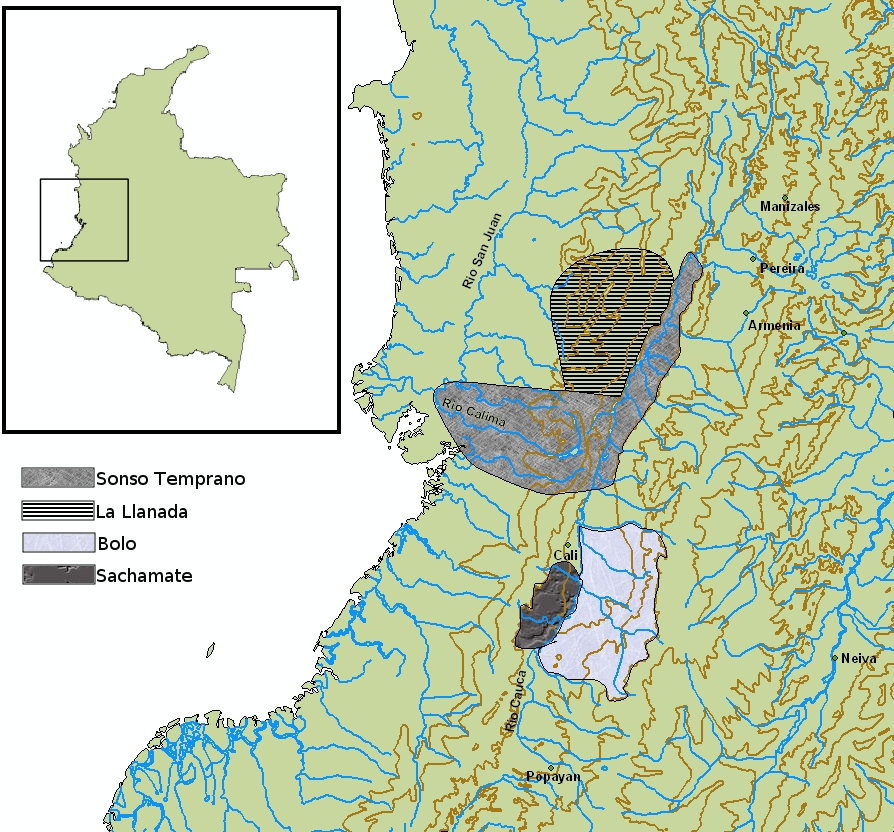
Culturas precolombinas durante el Tardío I.

Periodo arqueológico en la región del Valle medio del río Cauca que abarca desde el 600 al 1300 d. C. Fue continuado por el periodo Tardío II. 
En cuanto a culturas arqueológicas se conocen hoy día cuatro:
- Sonso Temprano
- La Llanada
- Bolo
- Sachamate